# Євангеліє від Марії
«Євангеліє від Марії (Магдалини)» — апокрифічний текст, написаний у II ст. коптською мовою, знайдений в Каїрі в 1850 р. доктором Карлом Райнхардтом. Проте вперше текст було опубліковано лише у 1955 р. Цей текст з'являється в Берлінському кодексі (рукописна книга Ахміма). Рукопис містить уривки трьох текстів: власне «Євангеліє від Марії» (Магдалини), «Апокриф Івана» і софію Ісуса Христа («Пістіс Софія»).
У манускрипті Євангелія від Марії, єдина версія якого була знайдена саме в рукописі Ахміма, відсутні сторінки з першої по шосту і з 11-ї по 14-у.
До нашого часу дійшов лише невеликий уривок Євангелія від Марії: Розмова учнів з Ісусом, записана в формі діалогу, чи чогось подібної форми.